# 災害データベース
災害データベース（さいがいデータベース、英: Emergency Events Database、略称: EM-DAT）は、ルーヴァン・カトリック大学の災害疫学研究センター（CRED）が開発・運営する、世界の大規模災害に関する情報を収集・整理・提供するデータベースである。1900年以降の自然災害や人道的危機による人間への影響を定量的に分析することを目的としており、約23,000レコードが収録されている。

## 概要
EM-DATは、1988年に世界保健機関（WHO）とベルギー政府の支援を受けて、CREDが立ち上げたデータベースである。EM-DATの主な目的は、国内外の人道的行動に役立つことであり、災害準備のための合理的な意思決定や、脆弱性評価や優先順位付けのための客観的な基盤を提供することを目指している。
EM-DATは、以下の4つの基準のうち少なくとも1つに該当する大規模災害に関する情報を収録している。
- 死者が10人以上
- 被災者が100人以上
- 非常事態宣言の発令
- 国際救援の要請

EM-DATは、国際連合機関や非政府組織、保険会社、研究機関、報道機関などさまざまな情報源からデータを収集しており、以下のような項目を記録している。
- 災害名（例：台風第14号）
- 災害種別（例：気象災害）
- 発生日時（例：2023年11月14日）
- 発生地域（例：日本）
- 死者数（例：10人）
- 被災者数（例：1000人）
- 被害額（例：1億ドル）
- 国際支援額（例：500万ドル）

EM-DATは、Webサイト上で無料で利用できる。登録すれば、データベースの検索やダウンロードが可能である。また、データベースの内容を分析したレポートやインフォグラフィックスなども提供されている。

## 評価
EM-DATは、世界の大規模災害に関する情報を収集・整理・提供する初めてのデータベースであり、災害の傾向やパターン、影響や脆弱性、リスクや回復などを分析するための科学的データの基礎となっている。EM-DATは、国際連合や各国政府、研究機関、メディアなどによって広く利用されており、気候変動緩和策や適応策、防災や減災などの政策形成に貢献している。
一方で、EM-DATには以下のような課題や限界も指摘されている。
- データの品質や正確さは情報源に依存するため、一貫性や比較性が低い場合がある。
- データの収集や更新には時間がかかるため、最新の情報が反映されない場合がある。
- データの定義や基準は時代や地域によって変化するため、長期的な分析には注意が必要である。
- データの欠落や偏りがある場合があるため、全体的な傾向を過大評価したり過小評価したりしないように注意が必要である。